# Liste der Stolpersteine in Jette

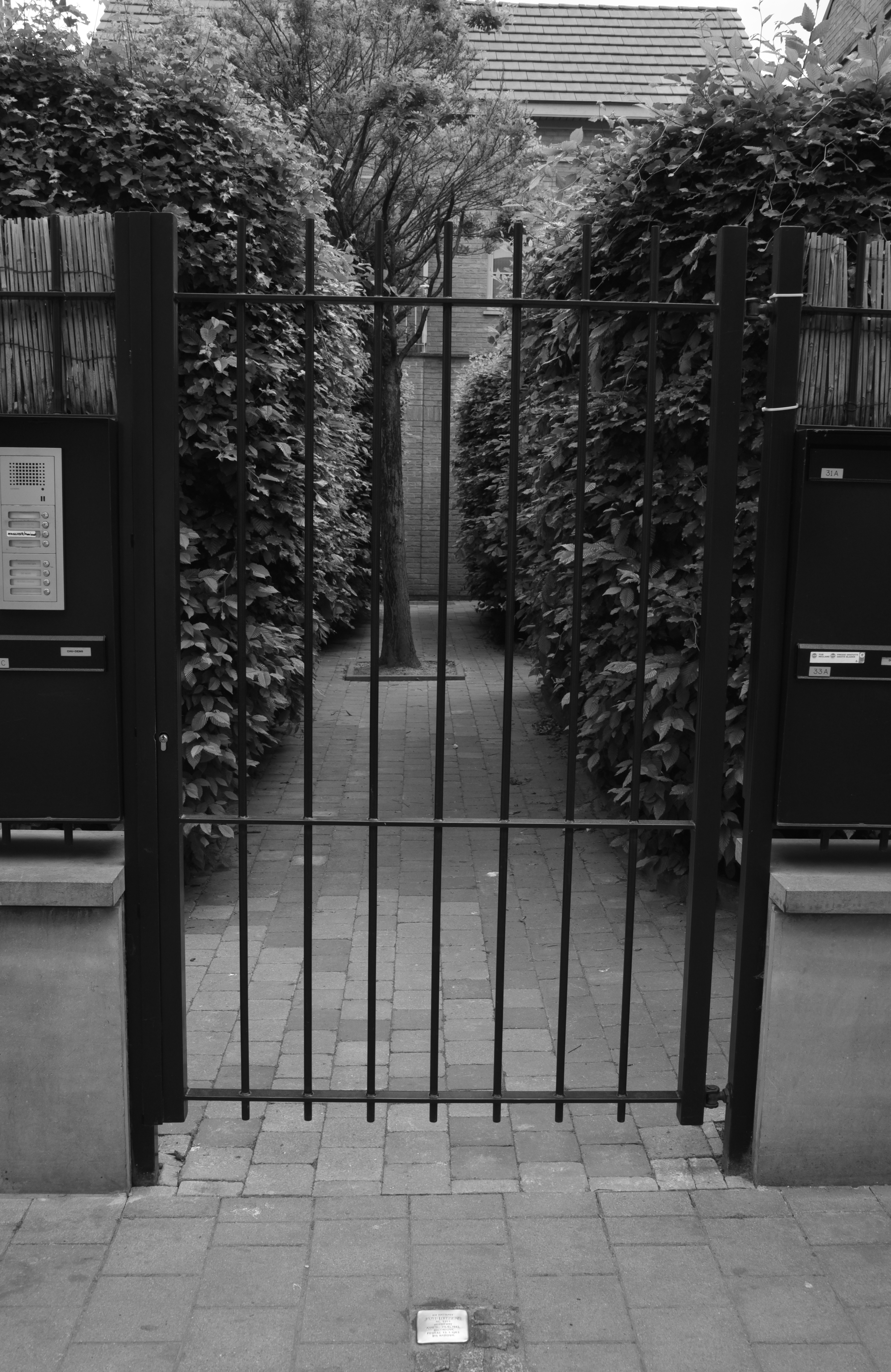
Stolperstein in Jette

Die Liste der Stolpersteine in Jette umfasst jene Stolpersteine, die vom Kölner Künstler Gunter Demnig in der belgischen Gemeinde Jette verlegt wurden. Jette ist eine von 19 Gemeinden der zweisprachigen Region Brüssel-Hauptstadt. Stolpersteine erinnern an das Schicksal von Menschen aus dieser Region, die von Nationalsozialisten ermordet, deportiert, vertrieben oder in den Suizid getrieben worden sind. Sie wurden von Gunter Demnig im Regelfall vor dem letzten selbstgewählten Wohnort des Opfers verlegt.

## Liste der Stolpersteine
Verlegt wurden fünf Stolpersteine an fünf Adressen.
| Stolperstein | Übersetzung | Verlegeort           | Name, Leben                      |
| ------------ | --- | -------------------- | -------------------------------- |
|              | HIER WOHNTE VALÈRE BROECKAERT GEBOREN 1902 WIDERSTANDSKÄMPFER VERHAFTET 9.12.1942 BREENDONK FÜSILIERT 15.3.1943 TIR NATIONAL    | Rue Léon Dopéré 78   | Valère Broeckaert (1902–1943)    |
|              | HIER WOHNTE JOZEF LOOSSENS GEBOREN 1899 WIDERSTANDSKÄMPFER VERHAFTET 20.10.1942 BREENDONK FÜSILIERT 13.1.1943 TIR NATIONAL      | Rue Léon Theodor 31  | Jozef Loossens (1899–1943)       |
|              | HIER WOHNTE FRÉDÉRIC MOHRFELD GEBOREN 1901 WIDERSTANDSKÄMPFER VERHAFTET 21.11.1942 BREENDONK FÜSILIERT 15.3.1943 TIR NATIONAL   | Avenue Capart 1      | Frédéric Mohrfeld (1901–1943)    |
|              | HIER WOHNTE VINCENT VANDERMAELEN GEBOREN 1908 WIDERSTANDSKÄMPFER VERHAFTET 20.9.1942 BREENDONK FÜSILIERT 13.1.1943 TIR NATIONAL | Rue Léon Theodor 117 | Vincent Vandermaelen (1908–1943) |
|              | HIER WOHNTE ALOÏS VERSTRAETEN GEBOREN 1897 WIDERSTANDSKÄMPFER VERHAFTET 9.12.1942 BREENDONK FÜSILIERT 13.1.1943 TIR NATIONAL    | Rue de Moranville 4  | Aloïs Verstraeten (1901–1943)    |

## Verlegedatum
Die Stolpersteine von Jette wurden am 10. Oktober 2019 verlegt.